# 2029 Binomi
Binomi (asteroide 2029) é um asteroide da cintura principal, a 2,0497254 UA. Possui uma excentricidade de 0,1277864 e um período orbital de 1 315,83 dias (3,6 anos).
Binomi tem uma velocidade orbital média de 19,429263 km/s e uma inclinação de 5,58946º.
Este asteroide foi descoberto em 11 de Setembro de 1969 por Paul Wild.